# Grzybowo (gromada)
Grzybowo – dawna gromada, czyli najmniejsza jednostka podziału terytorialnego Polskiej Rzeczypospolitej Ludowej w latach 1954–1972.
Gromady, z gromadzkimi radami narodowymi (GRN) jako organami władzy najniższego stopnia na wsi, funkcjonowały od reformy reorganizującej administrację wiejską przeprowadzonej jesienią 1954 do momentu ich zniesienia z dniem 1 stycznia 1973, tym samym wypierając organizację gminną w latach 1954–1972.
Gromadę Grzybowo z siedzibą GRN w Grzybowie utworzono – jako jedną z 8759 gromad na obszarze Polski – w powiecie wrzesińskim w woj. poznańskim, na mocy uchwały nr 42/54 WRN w Poznaniu z dnia 5 października 1954. W skład jednostki weszły obszary dotychczasowych gromad Grzybowo, Sobiesiernie i Stanisławowo oraz części obszarów dotychczasowych gromad: Gutowo Małe (niektóre parcele z kart 2-7 obrębu Gutowo Małe), Sędziwojewo (niektóre parcele z kart 1-7 obrębu Sędziwojewo) i Sokołowo (niektóre parcele z karty 1 obrębu Sokołowo) ze zniesionej gminy Września-Północ, wreszcie obszar dotychczasowej gromady Kleparz ze zniesionej gminy Września-Południe – w tymże powiecie. Dla gromady ustalono 26 członków gromadzkiej rady narodowej.
1 stycznia 1958 z gromady Grzybowo wyłączono: a) część obszaru miejscowości Sędziwojewo (745,8400 ha), włączając ją do gromady Węgierki w tymże powiecie; b) miejscowość Sokołowo (50,4800 ha), włączając ją do miasta Wrześni tamże.
31 grudnia 1971 gromadę zniesiono, a jej obszar włączono do gromady Września-Północ w tymże powiecie.